# Hime-gyaru
Au Japon, la mode hime-gyaru ou hime-gal (姫ギャル, 姫ガル) est une sous-catégorie de la mode kogal. Contrairement aux yamamba par exemple, les hime-gyaru cultivent un côté angélique.
Les vêtements doivent ressembler à ceux des princesses ; le nom commun japonais hime signifie en français « princesse ». Les couleurs de prédilection sont surtout le rose dans toutes ses nuances, les couleurs pastels et le blanc.
Cependant, il ne faut pas associer les hime-gyaru aux sweet lolita. Bien que leurs robes se ressemblent, les jeunes filles qui suivent ces différents mouvements se démarquent dans le maquillage, la coiffure ou encore l'allure générale.
Les personnalités principales de la mode hime-gyaru sont sans doute le magazine Popteen, ou encore le super modèle de ce périodique, Tsubasa Masuwaka. Pour ce qui est des marques, Liz Lisa, Liz Lisa Doll ou encore Tralala, entre autres, sont spécialisés dans ce style.